# Esqui alpino nos Jogos Olímpicos de Inverno de 1976
O esqui alpino nos Jogos Olímpicos de Inverno de 1976 consistiu de seis eventos, realizados entre 5 e 13 de fevereiro de 1976 em Innsbruck, na Áustria.
A prova do downhill masculino foi realizada na montanha Patscherkofel, enquanto que as demais provas realizaram-se na Axamer Lizum

## Medalhistas
Masculino
| Evento                  | Ouro                      | Prata                    | Bronze                           |
| ----------------------- | ------------------------- | ------------------------ | -------------------------------- |
| Downhill detalhes       | Franz Klammer AUT Áustria | Bernhard Russi SUI Suíça | Herbert Plank ITA Itália         |
| Slalom detalhes         | Piero Gros ITA Itália     | Gustav Thöni ITA Itália  | Willi Frommelt LIE Liechtenstein |
| Slalom gigante detalhes | Heini Hemmi SUI Suíça     | Ernst Good SUI Suíça     | Ingemar Stenmark SWE Suécia      |

Feminino
| Evento                  | Ouro                                    | Prata                                   | Bronze                          |
| ----------------------- | --------------------------------------- | --------------------------------------- | ------------------------------- |
| Downhill detalhes       | Rosi Mittermaier FRG Alemanha Ocidental | Brigitte Totschnig AUT Áustria          | Cindy Nelson USA Estados Unidos |
| Slalom detalhes         | Rosi Mittermaier FRG Alemanha Ocidental | Claudia Giordani ITA Itália             | Hanni Wenzel LIE Liechtenstein  |
| Slalom gigante detalhes | Kathy Kreiner CAN Canadá                | Rosi Mittermaier FRG Alemanha Ocidental | Danièle Debernard FRA França    |

## Quadro de medalhas
| Ordem | País                   | Medalha de ouro | Medalha de prata | Medalha de bronze |    |
| ----- | ---------------------- | --------------- | ---------------- | ----------------- | -- |
| 1     | FRG Alemanha Ocidental | 2               | 1                |                   | 3  |
| 2     | ITA Itália             | 1               | 2                | 1                 | 4  |
| 3     | SUI Suíça              | 1               | 2                |                   | 3  |
| 4     | AUT Áustria            | 1               | 1                |                   | 2  |
| 5     | CAN Canadá             | 1               |                  |                   | 1  |
| 6     | LIE Liechtenstein      |                 |                  | 2                 | 2  |
| 7     | USA Estados Unidos     |                 |                  | 1                 | 1  |
| 7     | FRA França             |                 |                  | 1                 | 1  |
| 7     | SWE Suécia             |                 |                  | 1                 | 1  |
| TOTAL | TOTAL                  | 6               | 6                | 6                 | 18 |